# NGC 25
NGC 25 är en relativ ljus lentikulär galax i stjärnbilden Fenix. NGC 25 ligger nära NGC 28 och NGC 31.